# Ciril i Metodi
Ciril el Filòsof (nascut Constantí i anomenat el Filòsof, 827 - 869, Roma) i Metodi de Tessalònica (nascut Miquel, 815 - 885, Moràvia, grec antic: Κύριλλος καὶ Μεθόδιος; en eslavònic antic: Кѷриллъ и Меѳодїи) van ser dos germans grecs nascuts a Tessalònica al segle ix. Missioners i difusors del cristianisme entre els pobles eslaus de la Gran Moràvia i Pannònia, són anomenats apòstols dels eslaus.
Com a eina d'evangelització, van idear l'alfabet glagolític, el primer que va servir per a transcriure la llengua eslavònica, per la qual cosa són considerats els pares de les lletres eslaves. Després de la seva mort, els seus deixebles van continuar la seva missió als pobles eslaus. Els dos germans son venerats a l'Església Ortodoxa com a sants amb el títol d'iguals als apòstols. El 1880, el papa Lleó XIII va introduir la seva festivitat al calendari de l'Església catòlica. El 1980, el papa Joan Pau II els va declarar sants patrons d'Europa, juntament amb Benet de Núrsia.

## Vida
Els dos germans havien nascut a Tessalònica, a l'actual Grècia. Ciril va néixer el 827-828 i Metodi el 815-820. Ciril era el més jove de set germans, i va néixer amb el nom de Constantí, però va assumir el nom de Ciril quan va esdevenir un monjo a Roma poc abans de la seva mort, segons el Vita Cyrilli. Metodi va néixer amb el nom de Miquel i va adoptar el nom de Metodi quan esdevingué monjo a Mysian Olympus, al nord de l'actual Turquia. El seu pare, Lleó, va ostentar el càrrec militar amb responsabilitats de govern anomenat drungari. La seva mare es deia Maria.
Els orígens ètnics exactes dels germans són desconeguts, hi ha controvèrsia sobre si Ciril i Metodi eren d'origen eslau o romans d'Orient, o ambdós. Els dos germans van perdre el seu pare quan Ciril tenia catorze anys, i el poderós ministre Theoktistos, que era un dels ministres principals de l'Imperi, es va convertir en el seu protector. També va ser responsable, juntament amb el regent Bardes, d'iniciar un programa educatiu de gran abast dins l'Imperi que va culminar amb l'establiment de la Universitat de Constantinoble, on Ciril acabaria ensenyant. Ciril va ser ordenat sacerdot un temps després de rebre la seva educació, mentre que el seu germà Metodi va romandre diaca fins al 867/868.

### Missió entre els khàzars
Ciril va aprendre teologia i les llengües àrab, hebrea i samaritana, per la qual cosa va ser elegit per fer missions. Va ser enviat a la cort del califa al-Mutawàkkil per discutir el dogma de la Santíssima Trinitat amb teòlegs musulmans, com també per millorar les relacions entre els dos imperis. Ciril prengué part activa en altres missions similars, amb contactes amb teòlegs islàmics i jueus.
La segona missió, el 860, va ser encarregada per l'emperador Miquel III i el patriarca de Constantinoble Foci, que havia estat professor de Ciril. Va ser enviat al khagan dels khàzars, a la vora del mar d'Azov (al Quersonès i Crimea) per evangelitzar la zona i evitar la propagació del judaisme, ja que el sobirà, de religió jueva, havia imposat aquesta fe al seu poble, mantenint-ne la convivència pacífica amb les altres. Tot i que algunes tradicions posteriors ho diuen, Metodi no va acompanyar Ciril en aquesta missió. Durant el viatge, Ciril aprengué la llengua dels khàzars.
En tornar a Constantinoble, Ciril va ser professor de filosofia a la universitat.

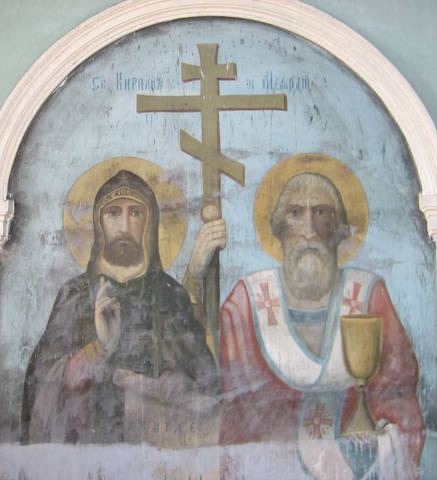
Fresc a Kaga (Baixkortostan, Rússia), 1900
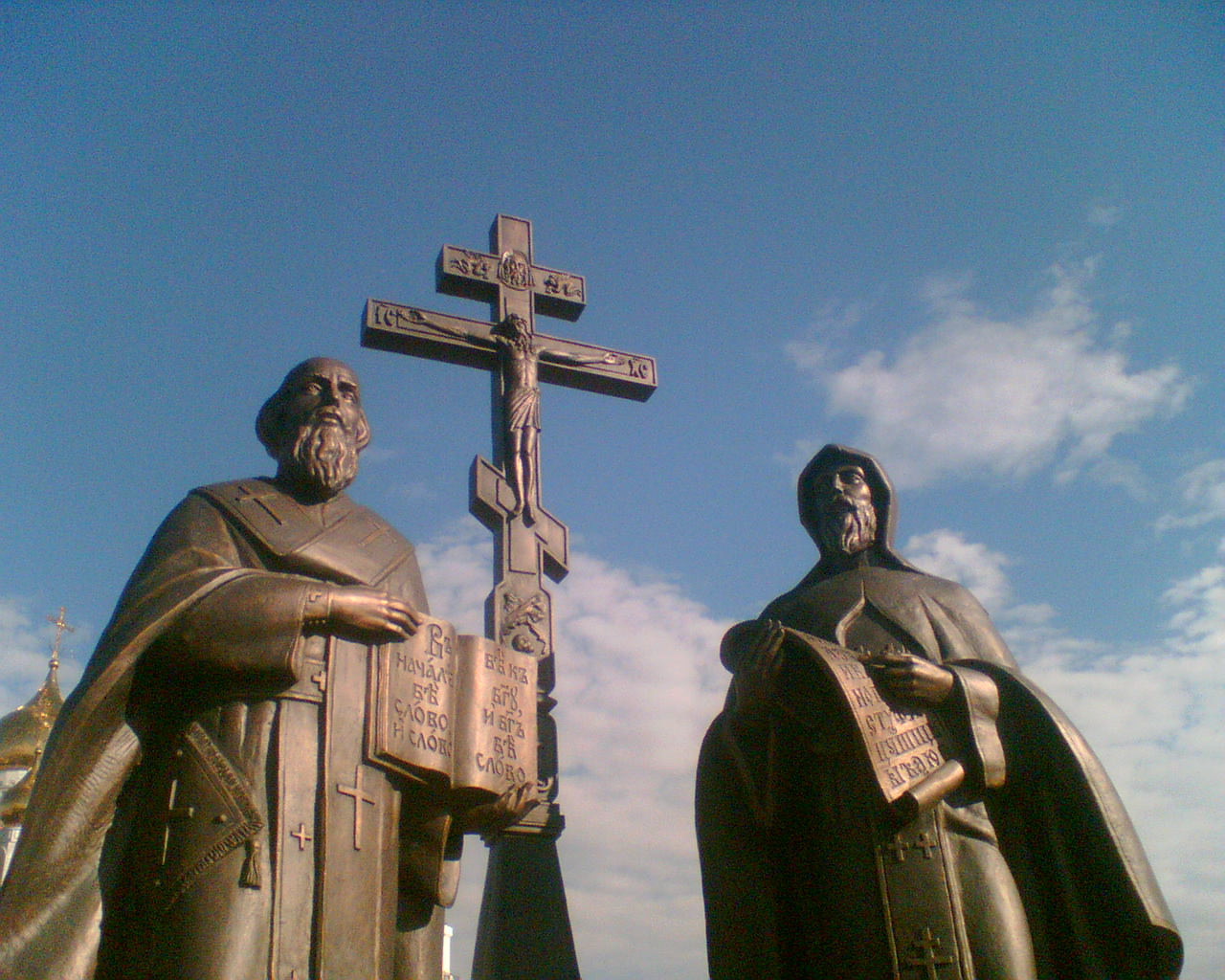
Monument a Khanty-Mansiysk

### Metodi a Bulgària
Mentrestant, Metodi havia entrat en un monestir basilià. Va anar a Roma i es va dedicar a la pintura, art en el qual fou famós. En tornar a Constantinoble, va rebre una invitació de Bogorís, kan de Bulgària, per anar a la seva cort de Nicòpolis, on li va demanar de pintar algunes coses. Metodi va pintar el Judici final i el resultat va afectar molt Bogorís, ja influït pel cristianisme: va acabar de convertir-se i es va fer batejar per obtenir el perdó de Déu el dia del judici final. Com el rei, també van batejar-se nobles, membres de l'exèrcit i molts ciutadans, entre 853 i 861.

## Missió conjunta entre els eslaus

### Gran Moràvia

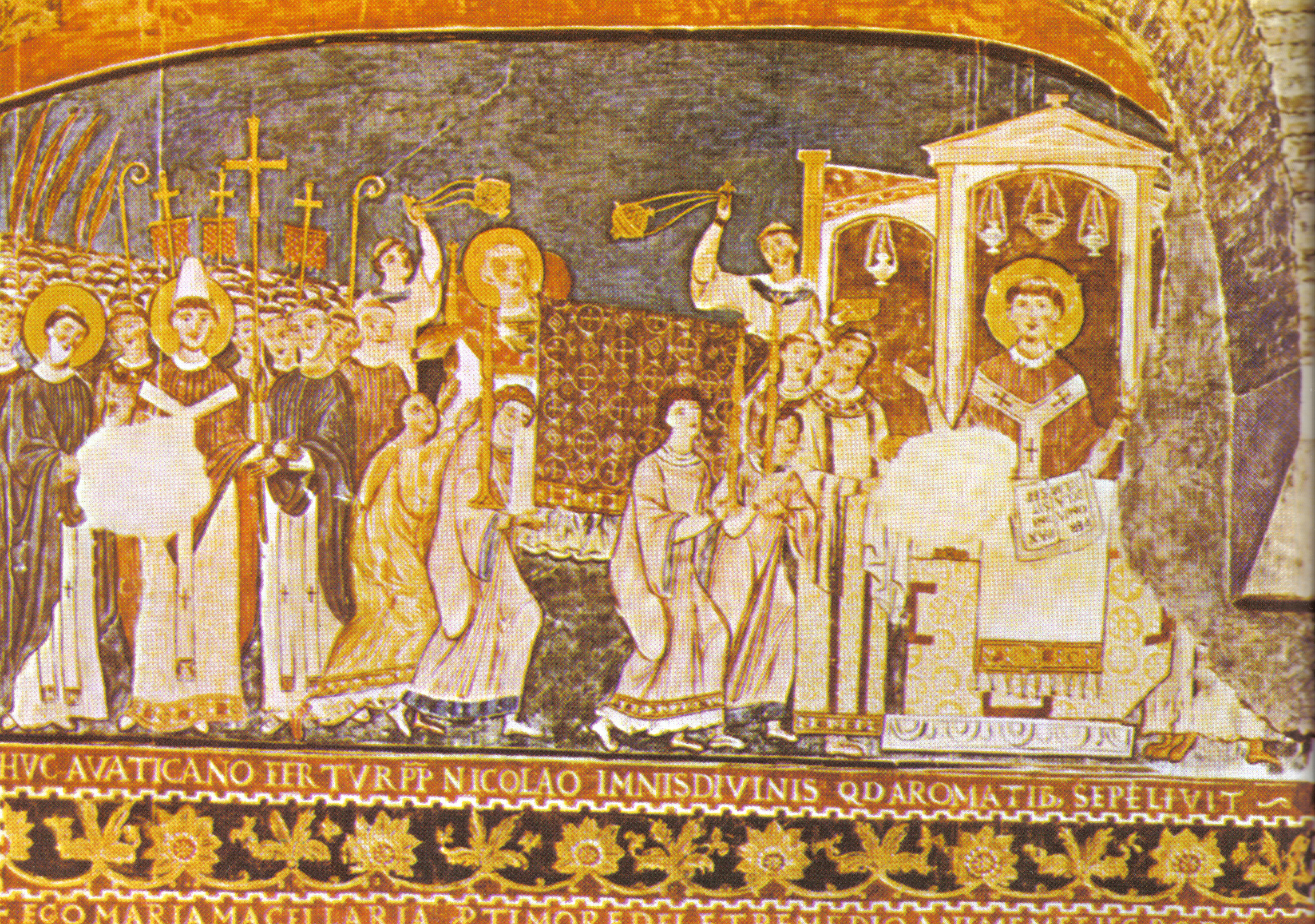
Ciril i Metodi a Roma (Roma, San Clemente), fresc del

El 862, els dos germans van iniciar la missió definitiva de la seva vida. El príncep Rastislau I de la Gran Moràvia havia demanat a l'emperador Miquel III i a Foci que enviés missioners a evangelitzar les seves terres. Possiblement, tenia més motius polítics que religiosos: havia accedit al tron amb el suport de Lluís el Germànic, rei dels francs, i volia assegurar-se'n la independència, la qual cosa seria més fàcil si el país es feia cristià, estalviant-se així possibles motius «religiosos» que justifiquessin la conquesta per part d'altres sobirans. Ciril i Metodi no van ser els primers a predicar a Moràvia, però els anteriors intents havien estat infructuosos i el mateix Rastislav havia expulsat missioners que havien vingut de Roma; la demanda d'ajut a Constantinoble també volia aconseguir el favor i l'eventual suport de Constantinoble davant d'atacs des d'Occident.
Miquel III, que va veure l'oportunitat d'estendre la influència del seu imperi, va triar Ciril per a la missió, juntament amb el seu germà Metodi. Abans de marxar, van formar els que haurien d'anar amb ells i van marxar a la Gran Moràvia. Van tenir un èxit considerable en la missió, però també conflictes amb alguns eclesiàstics germànics que s'oposaven a l'intent dels germans de crear una litúrgia específicament eslava.
Amb vista a l'èxit de la missió, van crear un nou alfabet, el glagolític, per poder escriure les llengües eslaves, basant-se en la llengua eslavònica del moment. Aquest alfabet donaria lloc, amb el temps, a l'alfabet ciríl·lic actual. Amb aquesta escriptura van escriure textos com el primer codi civil dels pobles eslaus, per a la Gran Moràvia, i van traduir textos cristians. La llengua era l'antiga eslavònica, que va derivar en l'eslau eclesiàstic, usat en la litúrgia de diverses esglésies ortodoxes i catòliques orientals. El 863 van començar a traduir la Bíblia a la llengua eslava antiga o eslavònica, possiblement el Nou Testament i els Psalms. Les fonts només esmenten com a traduïts els evangelis per Ciril i un evangelium Slovenicum, amb parts de les quals no s'indica el títol.

### Roma
El 867, el papa Nicolau I va convidar els germans a anar a Roma. La missió de Moràvia havia desfermat una disputa amb Theotmar, el bisbe de Salzburg i Passau, que reclamava el control eclesiàstic sobre el nou territori cristià i volia que s'hi implantés la litúrgia romana. Van anar a Roma portant les relíquies del papa Climent I, la mort del qual la tradició situava a Crimea i on Ciril les havia pres en la seva missió, i un grup de deixables. En passar per Pannònia, van ser rebuts pel príncep Koce i van continuar viatge fins a Roma, on arribaren el 868. Molt ben rebuts (les relíquies de sant Climent podrien haver-hi influït) el papa va considerar que, malgrat la rivalitat que podia haver-hi amb Constantinoble, calia valorar molt positivament la tasca i influència dels dos germans.
El papa Adrià II va donar suport a la continuació de la missió i va autoritzar formalment la nova litúrgia eslava. A Roma van ser ordenats els deixebles dels dos germans: oficià cadascú en la seva llengua en diverses esglésies de Roma. Poc després, Ciril, retirat en un monestir, va morir el 14 de febrer de 869. No sembla haver-hi fonament històric per creure que Ciril fos nomenat bisbe, com tradicionalment s'ha anat dient.

## Metodi, sol

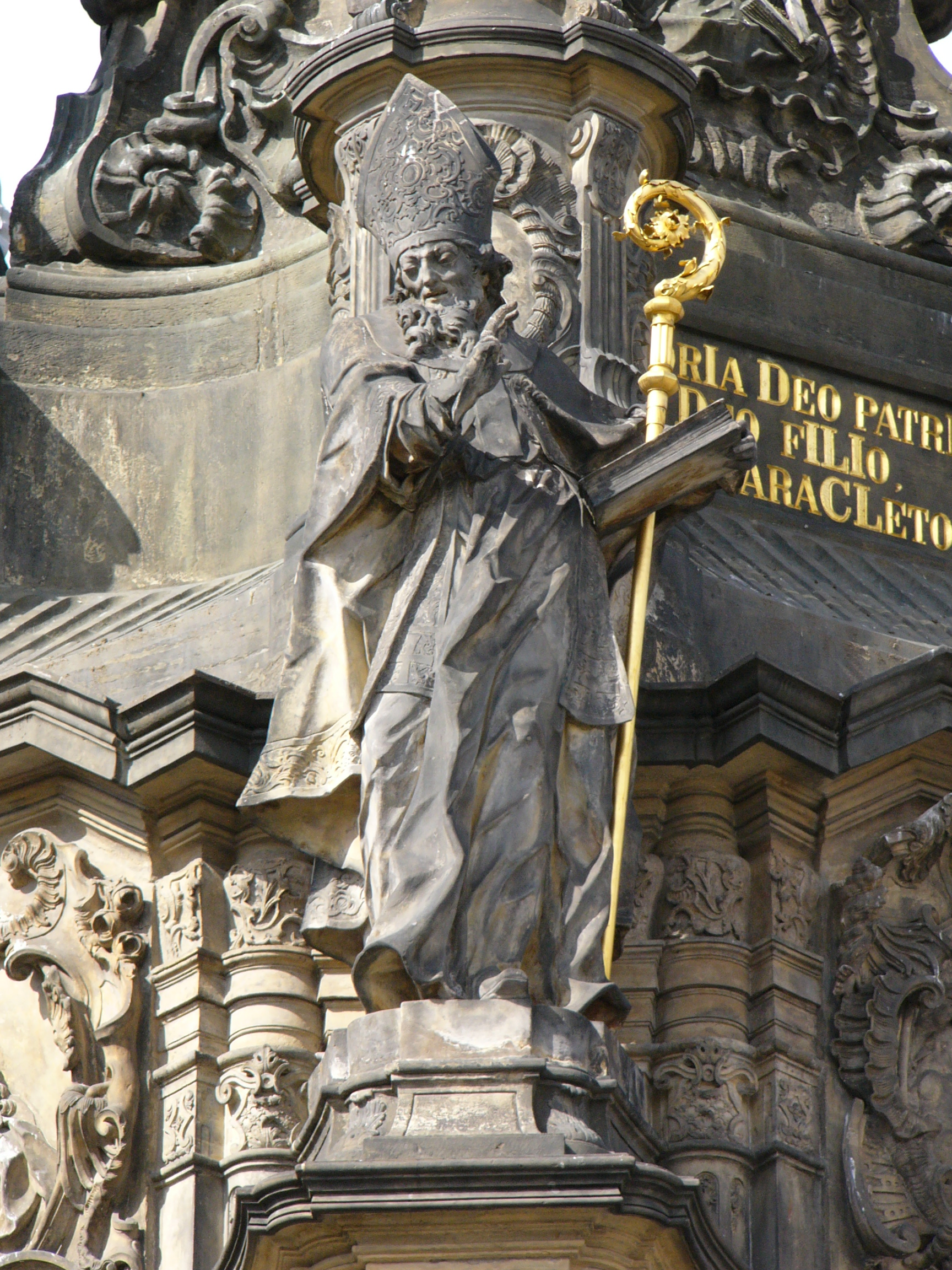
Escultura a la columna de la Trinitat d'Olomouc (Moràvia), s. XVIII

### Pannònia
Metodi, ja sol, va continuar la tasca, anant cap al nord del Danubi, on va estar actiu entre la població eslava de Pannònia (al principat de Balaton) i països de la rodalia. La situació política a la Gran Moràvia havia canviat: Rastislav havia estat derrocat pel seu nebot Svatopluk I i condemnat, la qual cosa feia poc aconsellable anar-hi de moment. A més, en el viatge cap a Roma, el príncep de Balaton havia rebut cordialment els germans, per la qual cosa la missió de Pannònia va tenir èxit. Novament, el bisbe de Salzburg va reclamar la jurisdicció del territori. Metodi va demanar el suport de Roma. El papa no el va nomenar bisbe de Pannònia, ja que això podia molestar al de Salzburg, sinó arquebisbe de Sírmium, títol més antic que el salzburguès no podria qüestionar. El nomenament de bisbe va tenir lloc el 870 i el d'arquebisbe el 873 (o més tard, cap al 879, segons altres fonts). L'arquebisbat tenia jurisdicció sobre la Gran Moràvia, Pannònia i Sèrbia.

### Anys finals i mort
L'arquebisbe de Salzburg no va voler acceptar el nou nomenament i va convocar un sínode a Ratisbona, en presència del rei Lluís. L'assemblea va decretar que Metodi fos deposat: va ser enviat a Alemanya i fet presoner durant dos anys i mig. Roma va declarar-se a favor de Metodi i hi envià un llegat, Pau d'Ancona, per resoldre el conflicte i castigar els infractors, que van ser cridats a Roma.
La voluntat del papa s'imposà i Metodi va ser alliberat i tornat a la seva autoritat arxiepiscopal, tot i que no se li permeté de fer servir la litúrgia eslava a la missa. Quan, a la mort de Koceľ, els nobles alemanys van fer-se càrrec de Pannònia, l'autoritat de Metodi va disminuir. Mentrestant, el sobirà de la Gran Moràvia va expulsar els clergues germànics i, per contra, Metodi va guanyar poder en aquest territori. Entre 873 i 879, l'expansió del cristianisme va ser gran en aquells territoris. No obstant això, va continuar havent-hi alguns conflictes entre Metodi i Roma a causa d'interpretacions diverses en l'aplicació de la litúrgia i l'ús del ritu eslau.
Metodi va morir, encara que no n'hi ha la certesa, el 8 d'abril de 885, i fou enterrat a la seva seu, actual catedral de Velehrad (Moràvia). Llavors va esclatar el conflicte entre el seu successor Gorazd i el nou papa Esteve V, contrari a la nova litúrgia eslava. Els deixebles de Metodi van establir-se a la Gran Moràvia i Bulgària i crearen escoles teològiques. Allí es desenvolupà l'alfabet ciríl·lic que, de mica en mica, va substituir el glagolític i s'estengué als altres països eslaus.
Com a pintor, Metodi, se situa al mateix nivell que els altres tres gran pintors del segle: Modalulph a França, Tutiló a Germània i Llàtzer de Constantinoble.

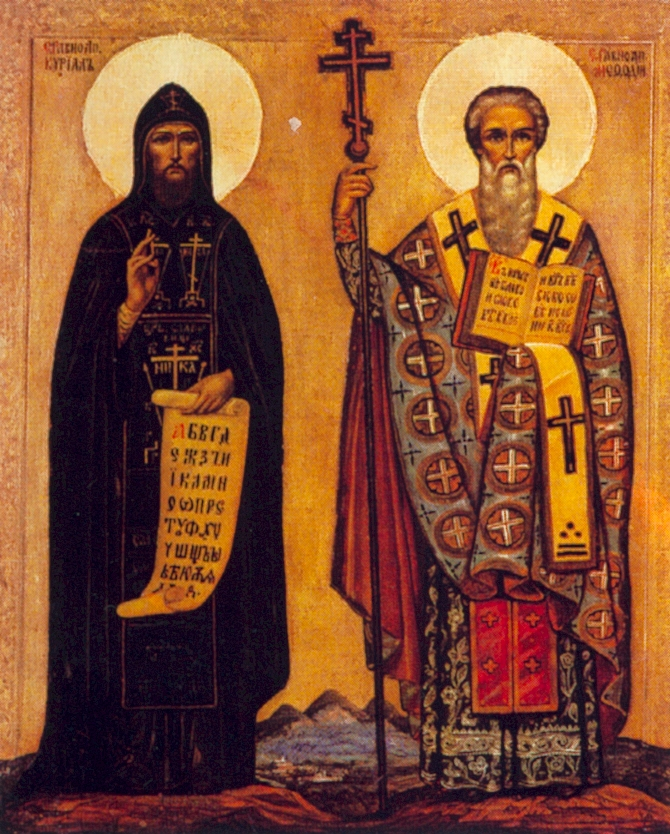
Icona russa del s. XVIII-XIX
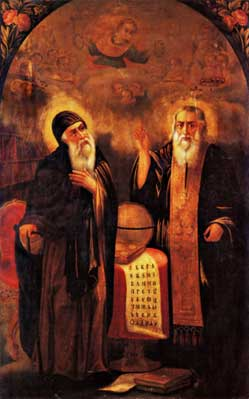
Pintura per Stanislav Dospevski, pintor de Bulgària
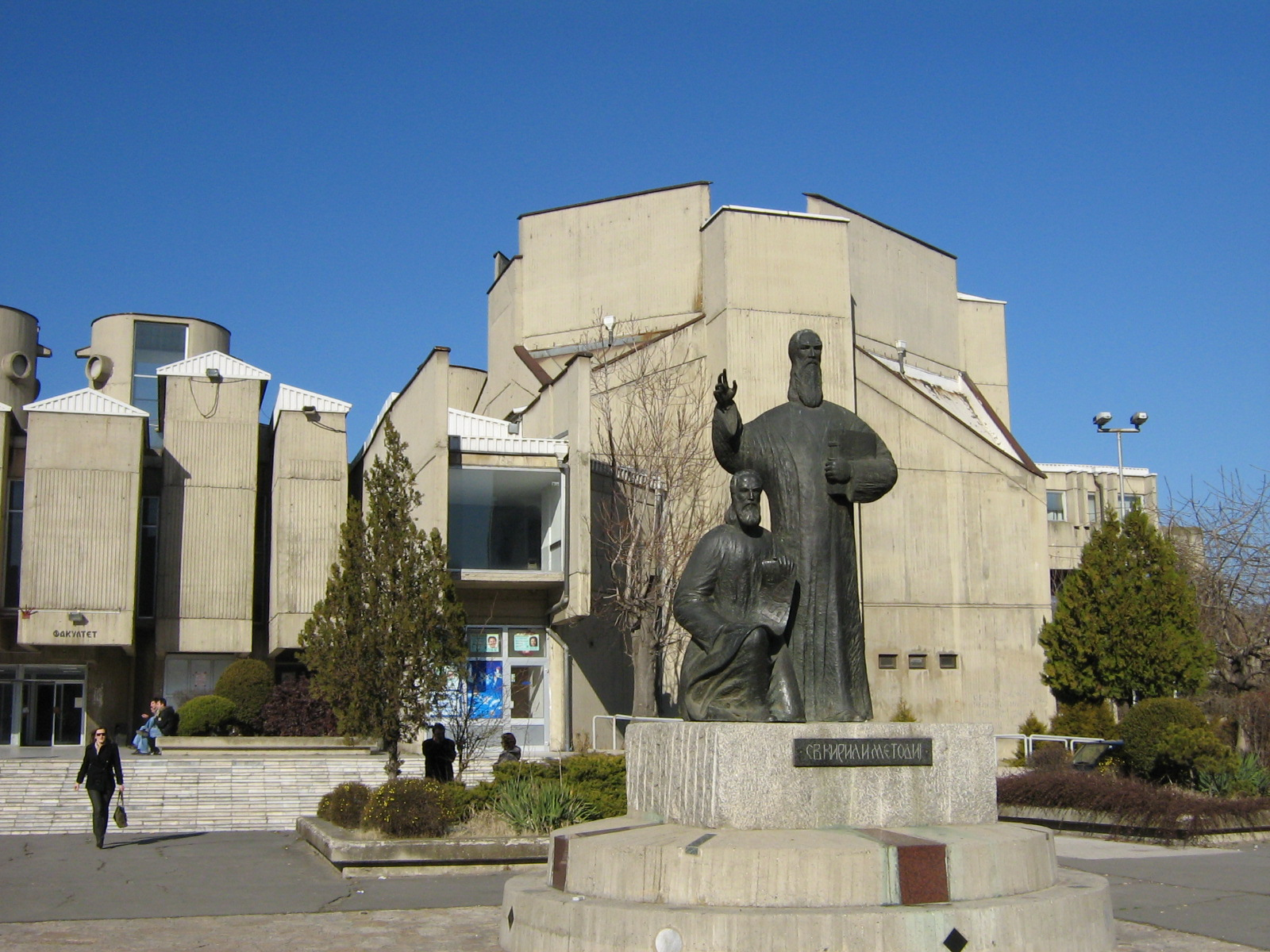
Estàtua al campus de la Universitat de Skopje
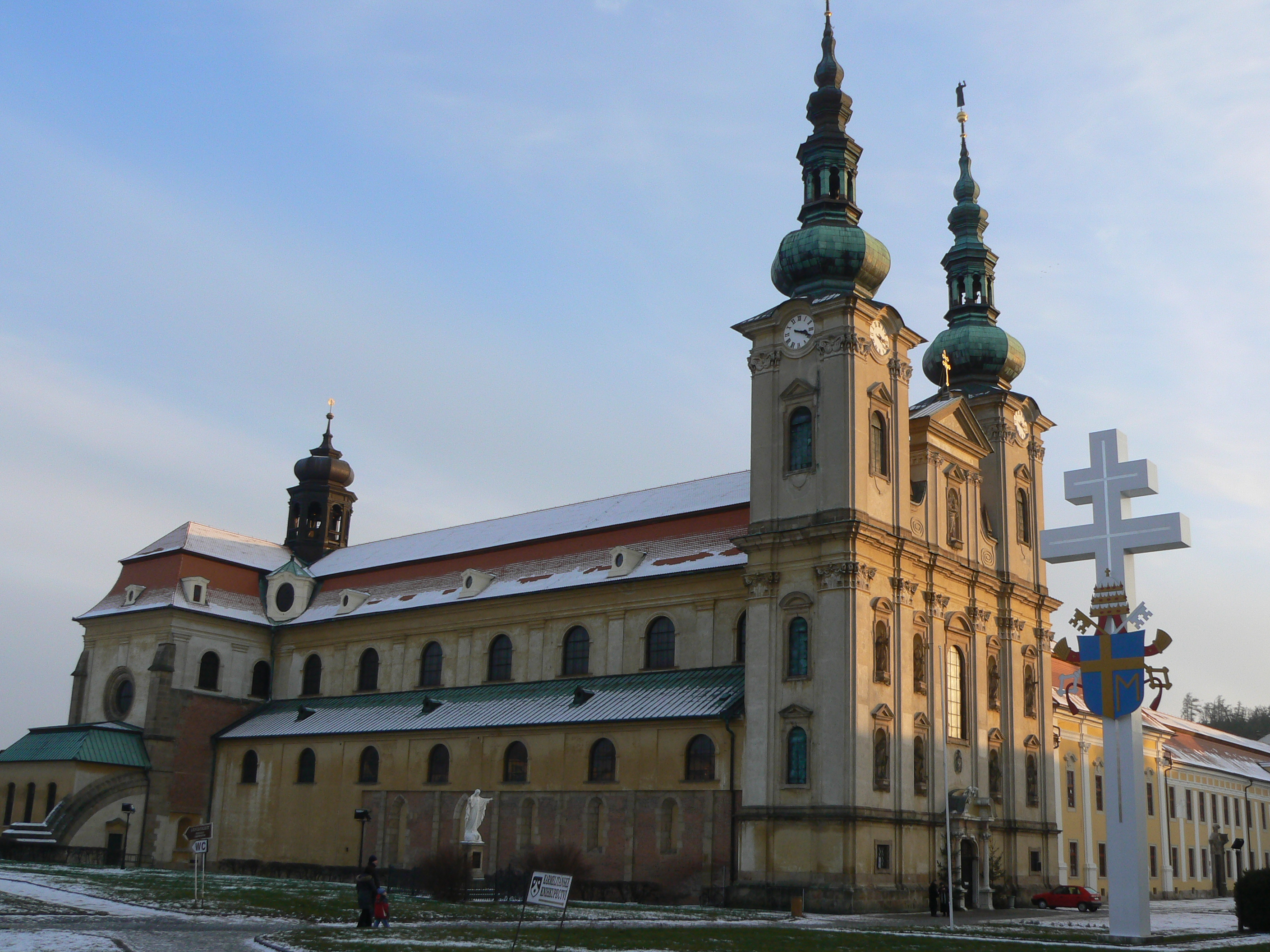
Basílica de l'Assumpció i els Sants Ciril i Metodi de Velehrad, lloc d'enterrament de Metodi

## Invenció dels alfabets glagolítics i ciríl·lics

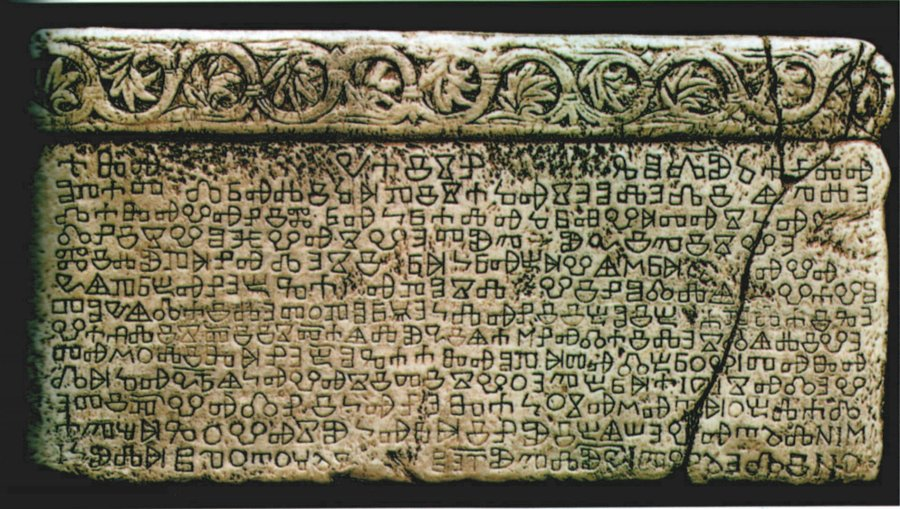
La tauleta Baška és un primer exemple del glagolític de Croàcia

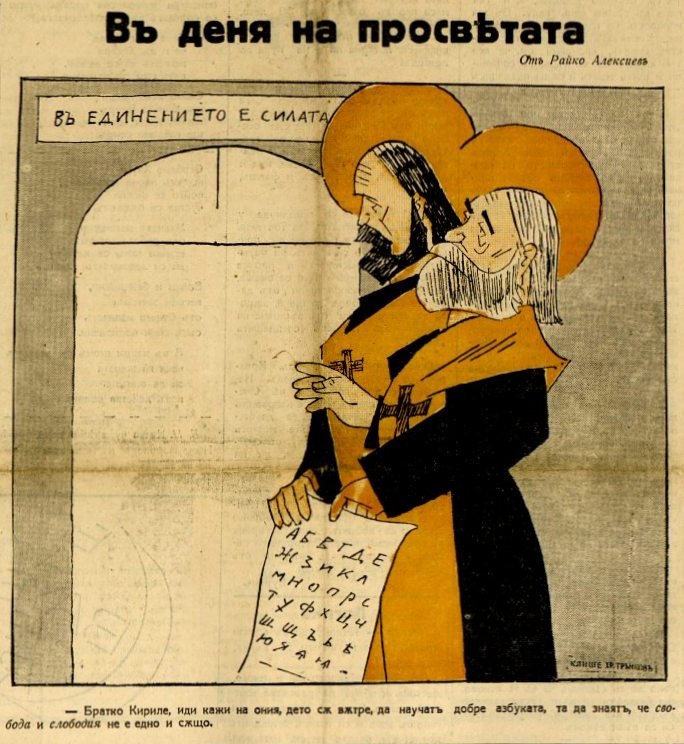
Un dibuix sobre els sants Ciril i Metodi de Bulgària el 1938. La llegenda diu: «Germà Ciril, digueu als que estan a dins que aprenguin l'alfabet perquè sàpiguen que la llibertat (búlgar: свобода) i l'anarquia (búlgar : слободия) no són el mateix.»

Els alfabets glagolític i ciríl·lic són els alfabets eslaus més antics coneguts i van ser creats pels dos germans i els seus estudiants per traduir els evangelis i els llibres litúrgics a les llengües eslaves. L'alfabet glagolític primerenc es va utilitzar a la Gran Moràvia entre el 863 (l'arribada de Ciril i Metodi) i el 885 (l'expulsió dels seus estudiants) per documents i llibres governamentals i religiosos, i a la Gran Acadèmia de Moràvia (Veľkomoravské učilište) fundada per Ciril, on es van educar els seguidors de Ciril i Metodi, pel mateix Metodi entre d'altres. L'alfabet s'ha atribuït tradicionalment a Ciril. Aquesta atribució ha estat confirmada explícitament per la carta papal Industriae tuae (880) que aprova l'ús de l'eslavó eclesiàstic antic, que diu que l'alfabet va ser «inventat per Constantí el filòsof». El terme invenció no ha d'excloure la possibilitat que els germans hagin fet ús de cartes anteriors, sinó que implica només que abans d'aquesta època les llengües eslaves no tenien cap escriptura pròpia.
L'alfabet ciríl·lic inicial es va desenvolupar al Primer Imperi Búlgar i posteriorment es va finalitzar i difondre pels deixebles Climent i Naüm a les escoles d'Ocrida i Preslav del tsar Borís I de Bulgària com a simplificació de l'alfabet glagolític que s'assemblava més a l'alfabet grec. Va ser desenvolupat pels deixebles dels sants Ciril i Metodi a l'Escola Literària Preslav a finals del segle ix.
Després de la mort de Ciril, Climent d'Ocrida va acompanyar Metodi de Roma a Panònia i la Gran Moràvia. Després de la mort de Metodi el 885, Climent va dirigir la lluita contra el clergat alemany a la Gran Moràvia juntament amb Gorazd. Després de passar un temps a la presó, va ser expulsat de la Gran Moràvia i el 885 o 886 va arribar a les fronteres de l'Imperi búlgar juntament amb Naum de Preslav, Angelarius i possiblement Gorazd (segons altres fonts, Gorazd ja havia mort en aquell moment). Els quatre van ser enviats després a la capital búlgara de Pliska, on el tsar Borís I de Bulgària els encarregà que instruïssin el futur clergat de l'estat en la llengua eslava.
Després de l'adopció del cristianisme el 865, les cerimònies religioses a Bulgària es duien a terme en grec per part del clergat enviat des de l'Imperi Romà d'Orient. Tement de la creixent influència romana d'Orient i el debilitament de l'estat, Borís va considerar l'adopció de la llengua antiga eslava com una manera de preservar la independència política i l'estabilitat de Bulgària, de manera que va establir dues escoles literàries (acadèmies), a Pliska i Ocrida, on la teologia era per ser ensenyat en llengua eslava. Mentre Naum de Preslav va romandre a Pliska treballant en la fundació de l'escola literària Pliska, Climent va rebre l'encàrrec de Borís I d'organitzar l'ensenyament de la teologia als futurs clergues de l'església església vella de l'escola literària d'Ocrida. Durant set anys (886-893), Climent va ensenyar uns 3.500 estudiants en llengua eslava i alfabet glagolític.

## Veneració
El procés de canonització dels germans va ser lent. Només morir, Ciril va ser tingut com a sant pels seus deixebles. El seu culte es va estendre pels llocs on havia estat predicant i, després, per tot el món cristià. Això no obstant, a Occident, no és fins a la butlla Grande Munus de Lleó XIII del 1880 que s'inclou al santoral catòlic.
Els dos germans són coneguts com a «apòstols dels eslaus» i venerats per catòlics i, sobretot, pels ortodoxos. La festivitat litúrgica dels germans és entre els catòlics el 14 de febrer, aniversari de la mort de Ciril. Els ortodoxos la celebren l'11 de maig (data del calendari julià que correspon al 24 de maig del calendari gregorià). Els dos germans van ser declarats patrons d'Europa el 1980, amb sant Benet de Núrsia.
L'11 de maig, a Bulgària, se celebra d'ençà el segle xi. Des del 1851 també se celebra en aquest dia la Diada de les Lletres Búlgares, commemorant el paper dels germans en la creació de l'escriptura ciríl·lica. Avui, el 24 de maig se celebra el Dia de l'Educació i la Cultura Búlgares i la Literatura Eslava, festa nacional al país. Celebracions similars tenen lloc a Macedònia del Nord, Rússia, Eslovàquia i la República Txeca.